# ド真ん中ジャーナル!
『ド真ん中ジャーナル!』（ドまんなかジャーナル）は、NHK名古屋放送局製作で、中京圏の3県向けに2021年度に生放送された地域情報番組である。
2021年3月19日に放送を開始、概ね2か月に1度の割合で金曜日の19:30-19:57（または20:42）まで生放送された。同番組は最近の世相や話題を「東海目線」、中京人の視点から見据え、そのニュースに関する疑問を様々な取材や、ゲストとのスタジオでの討論などを交えて解説・分析するというものであった。
またラジオ版のスピンオフとして、『ド真ん中ラジオ!』が同年9月からNHKラジオ第1放送の名古屋局差し替えで随時放送された。
2022年度から、東海地方向けに毎週金曜日に新設された『東海 ドまんなか!』に統合され、月末放送分を中京圏向けの生放送日『東海 ドまんなか!LIVE』（19:30-20:15）に充て、当番組のコンセプトを生かすことになった。ラジオ版の『ドまんなかラジオ!』も継続される。

## 出演
- 井戸田潤（スピードワゴン　小牧市出身）
- 藤井彩子（NHK名古屋拠点放送局アナウンサー）

※上記2名は2022年度の『東海 ドまんなか!LIVE』で、田所拓也（名古屋市出身 2022年4月名古屋拠点放送局アナウンサーとして赴任）を加えた3人で司会進行を続投する。
- その他取材に当たった東海3県の各放送局記者・アナウンサー、テーマの内容に関係する専門家らをゲストに迎えていた。